# Sidi Hassine
Pour les articles homonymes, voir Hassine.
Sidi Hassine, aussi appelée Sidi Hassine Séjoumi, est une ville de Tunisie située à une dizaine de kilomètres à l'ouest de la capitale Tunis et de la sebkha Séjoumi.
Elle forme un arrondissement de la municipalité de Tunis avant d'obtenir le statut de municipalité le 2 août 2004. Elle compte alors une population de 79 381 habitants ; celle-ci se monte à 109 690 habitants en 2014.